# Medeniýet Şahberdiýewa
Medeniýet Şahberdiýewa (russisch Медениет Шахбердыева Medenijet Schachberdyjewa; * 23. Februar 1930 in Kerki; † 3. Januar 2018 in Aschgabat) war eine sowjetisch-turkmenische Opernsängerin (Koloratursopran) und Hochschullehrerin.

## Leben
Şahberdiýewa besuchte die Musikschule (Violinenklasse) und studierte dann an der physikalisch-mathematischen Fakultät des Pädagogik-Instituts. Nachdem ihr dort geraten worden war, das Pädagogik-Institut zu verlassen und an der Musikschule zu studieren, schloss sie die Ausbildung an der Musikschule ab und studierte an dem nach Tschaikowski benannten Moskauer Konservatorium in der Vokalmusikabteilung in der Gesang-Klasse bei W. F Roschdestwenskaja mit Abschluss 1956.
1956 wurde Şahberdiýewa Solistin an dem nach Magtymguly Pyragy benannten Turkmenischen Opern- und Ballett-Theater in Aschgabat. Auch trat sie als Konzertsängerin auf. 1962 studierte sie in Kiew bei Marija Eduardiwna Tesseir-Donez. Zu ihrem Repertoire gehörten die Arien der ausländischen und russischen Klassik, die turkmenischen Dāstān-Erzählungen und Kunstlieder (Alexander Alexandrowitsch Aljabjews Romanze Die Nachtigall, Nury Halmamedows Liederzyklus). Sie gab Gastspiele in der DDR, in Frankreich, Polen, Indien, Kanada, Schweden.
1973 war Şahberdiýewa Jury-Mitglied des M.-I.-Glinka-Allunionswettbewerbs der Vokalisten in Kischinjow. Ab 1975 lehrte sie am Turkmenischen Pädagogik-Institut der Künste (jetzt Turkmenisches Staatliches Kultur-Institut) in Aschgabat und am Turkmenischen Nationalen Konservatorium, in dem sie die Vokalmusikklasse leitete. Zwei Jahre lang lehrte sie in China am Konservatorium Tianjin und beriet die Lehrer an der lokalen Musikschule.
1963–1970 war Şahberdiýewa Delegierte im Obersten Sowjet der Turkmenischen Sozialistischen Sowjetrepublik.
1976 gab Şahberdiýewa ein Konzert für Delegierte des XXV. KPdSU-Kongresses. 1977 malte Stanislaw Gennadjewitsch Babikow ihr Porträt, das im Turkmenischen Saparmyrat-Turkmenbaschi-der-Große-Kunstmuseum hängt.

## Theaterrollen
- Ailar (Fließendes Wasser zum Ende des Blutvergießens, Weli Muhadow, 1967)
- Rosina (Il barbiere di Siviglia, Gioachino Rossini)
- Snegurotschka (Schneeflöckchen, Nikolai Andrejewitsch Rimski-Korsakow)
- Martha (Die Zarenbraut, Nikolai Andrejewitsch Rimski-Korsakow)
- Violetta (La traviata, Giuseppe Verdi)
- Lakmé (Lakmé, Léo Delibes)
- Gilda (Rigoletto, Giuseppe Verdi)
- Şasenem (Şasenem we Garyp, Daňatar Öwesow und Adrian Grigorjewitsch Schaposchnikow)
- Bibi (Aina, Daňatar Öwesow und Adrian Grigorjewitsch Schaposchnikow)
- Lawruscha (Frol Skobejew, Tichon Nikolajewitsch Chrennikow)
- Ogulbek (Кемине и казы, Adrian Grigorjewitsch Schaposchnikow und  Weli Muhadow)

## Ehrungen, Preise
- Verdienter Künstler der Turkmenischen Sozialistischen Sowjetrepublik (1964)[6]
- Orden des Roten Banners der Arbeit
- Ehrenzeichen der Sowjetunion
- Volkskünstler der Turkmenischen Sozialistischen Sowjetrepublik[5]
- Volkskünstler der UdSSR (1975)
- Orden der Völkerfreundschaft (1980)
- Altyn-Asyr-Orden Turkmenistans III. Klasse (2010)